# Cripta Mussolini
La cripta Mussolini, costruita nel cimitero di San Cassiano a Predappio, è il luogo di sepoltura di molti componenti della famiglia Mussolini.

## Storia

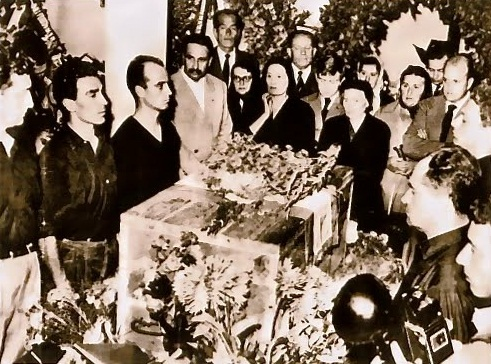
Tumulazione della salma di Benito Mussolini nella Cripta Mussolini nel 1957

Parallelamente alla fondazione di Predappio Nuova, Mussolini decise di riunire le salme dei genitori e costruire un famedio per i propri congiunti, esprimendo la volontà di dare un aspetto monumentale al luogo. La nuova struttura, che incorporò il piccolo camposanto precedente, fu realizzata dall’architetto Florestano Di Fausto dal 1928 al 1933. 
La salma di Benito Mussolini fu trasferita nella tomba di famiglia per decisione di Adone Zoli nel 1957. Zoli era antifascista, ma anche conterraneo di Mussolini e prese la decisione nell'anno in cui era Presidente del Consiglio a seguito delle richieste della vedova, Rachele Guidi, per la tumulazione.
La vedova fece allestire una camera ardente per la salma del dittatore, che era conservata presso il convento dei Cappuccini di Cerro Maggiore dal 1946; il 1º settembre erano presenti alla tumulazione Rachele con Edda e suo figlio Marzio, Romano Mussolini e Fabrizio Ciano; una settimana dopo 3 500 persone raggiunsero il cimitero con alcuni dirigenti nazionali del Movimento Sociale Italiano, tra i quali il leader neofascista Giorgio Almirante, e il 21 settembre circa 7 000 persone raggiunsero il cimitero.
Nella notte del 27 dicembre 1971 l'ingresso della cripta venne lesionato da un ordigno costituito da 4-5 kg di esplosivo al plastico con una miccia di 40 metri; l'intero cimitero venne danneggiato e il questore di Forlì ne decise la chiusura.
Nella notte del 27 febbraio 1976 vennero rubati da ignoti i cappelli da bersagliere e da Primo maresciallo dell'Impero di Benito Mussolini, assieme a un'urna contenente un frammento di cervello, rimosso dopo la morte per essere analizzato negli Stati Uniti nel 1945.
La cripta, negli anni, è diventata meta di pellegrinaggio di gruppi neofascisti, soprattutto in occasione di alcuni anniversari legati al fascismo. Ciò ha scatenato critiche e polemiche a livello nazionale.

## La cripta
Nella sala principale ci sono, uno per angolo, quattro sarcofagi in pietra scolpita grezza, ornati ai vertici da quattro fasci littori. Perpendicolare c'è quello di Benito Mussolini, al centro di una sottocripta più piccola. Sulla parete semicircolare alle spalle c'è un busto in marmo bianco con due piccole teche per lato, le quali custodiscono rispettivamente: un cappello da bersagliere, una camicia nera, un'urna in pietra contenente un frammento di cervello e gli stivali (tagliati nel fusto per toglierli e con il tacco divelto per cercare eventuale denaro celato all'interno) indossati al momento della morte. Sempre dal lato destro, in alto, campeggia la riproduzione metallica in nero della lettera autografa "M".
Nella cripta sono sepolte 15 persone, ovvero cinque generazioni della famiglia Mussolini:
- Alessandro Mussolini (1854-1910), padre di Benito Mussolini
- Anna Maria Mussolini (1929-1968), figlia di Benito Mussolini
- Anna Maria Ricci Mussolini (1939-2014), moglie di Guido Mussolini
- Benito Mussolini (1883-1945), figlio di Rosa Maltoni e Alessandro Mussolini; dittatore dal 1922 al 1945
- Bruno Mussolini (1918-1941), figlio di Benito Mussolini
- Gina Ruberti Mussolini (1916-1946), moglie di Bruno Mussolini
- Giuseppe Negri, in arte Nando Pucci Negri (1936-1997), marito di Anna Maria Mussolini
- Guido Mussolini (27 dicembre 1937-2 dicembre 2012), figlio di Vittorio Mussolini e Orsola Buvoli
- Martina Mussolini (1969-2016), figlia di Guido Mussolini
- Monica Buzzegoli Mussolini (1929-2021), vedova di Vittorio Mussolini
- Orsola Buvoli Mussolini (1914-2009), ex moglie di Vittorio Mussolini
- Rachele Guidi Mussolini (1890-1979), moglie di Benito Mussolini
- Romano Mussolini (1927-2006), figlio di Benito Mussolini
- Rosa Maltoni Mussolini (1858-1905), madre di Benito Mussolini
- Vittorio Mussolini (1916-1997), figlio di Benito Mussolini

## Galleria d'immagini

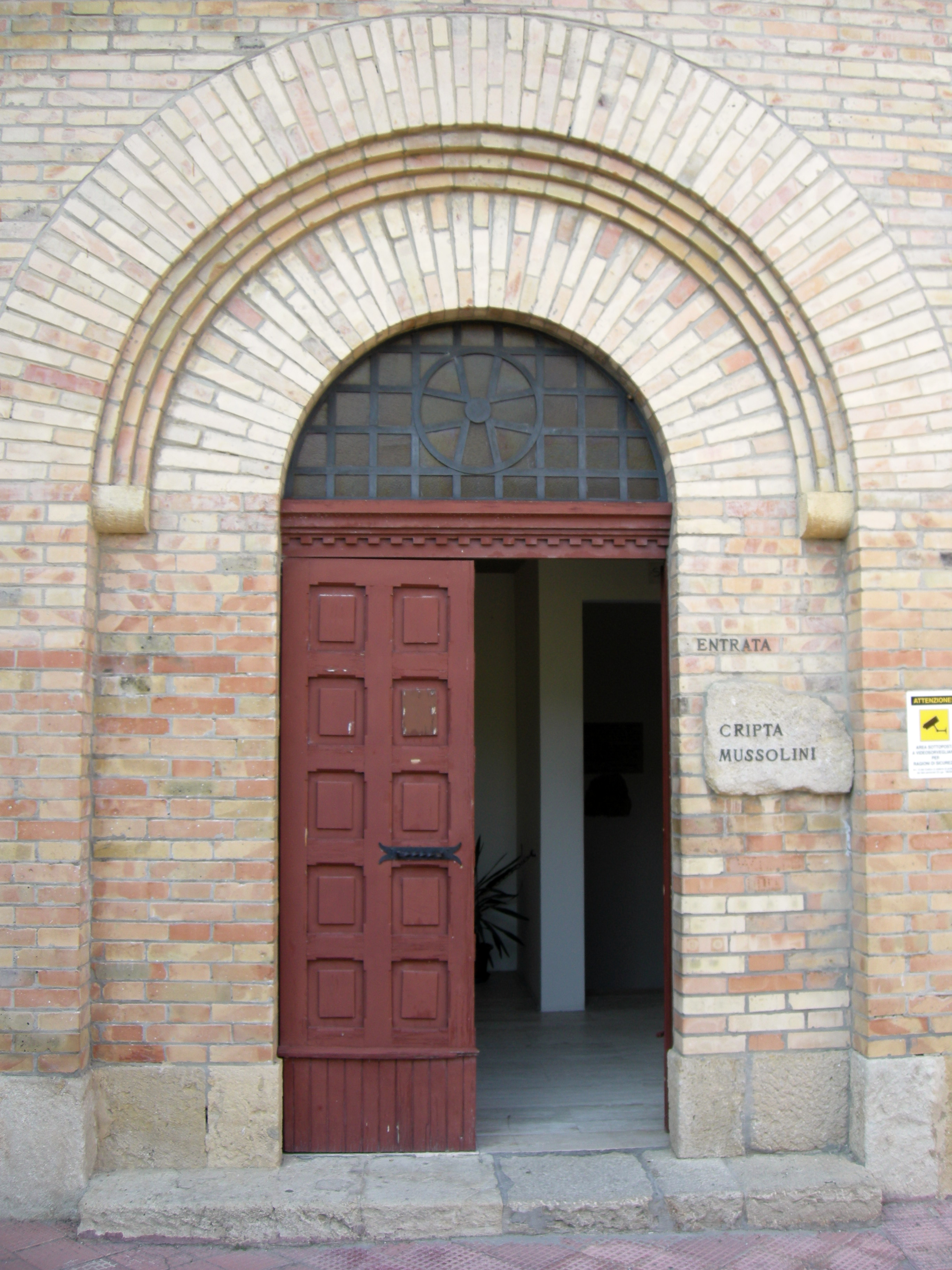
Ingresso di Cripta Mussolini
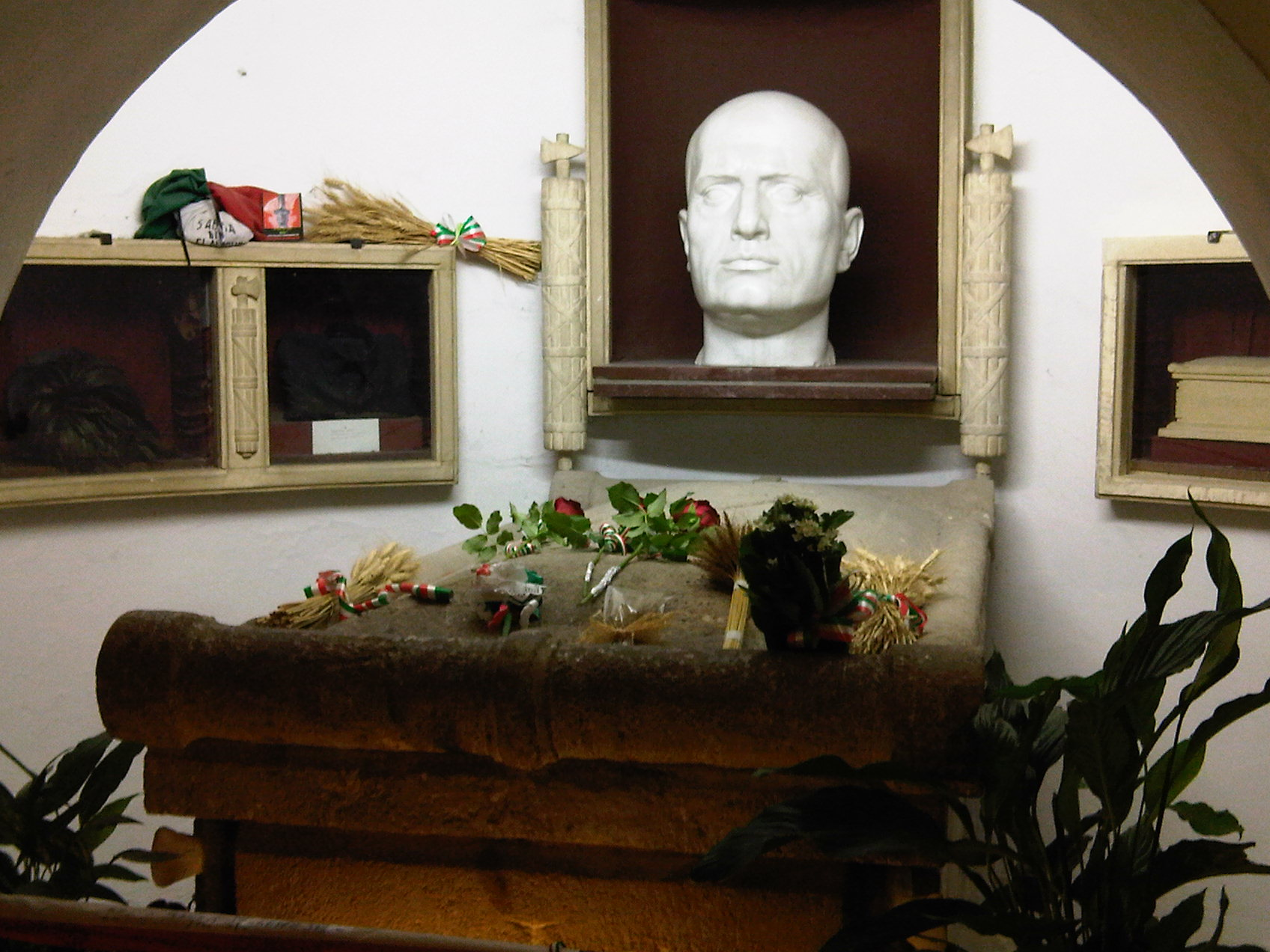
Tomba di Benito Mussolini adornata con fasci littori
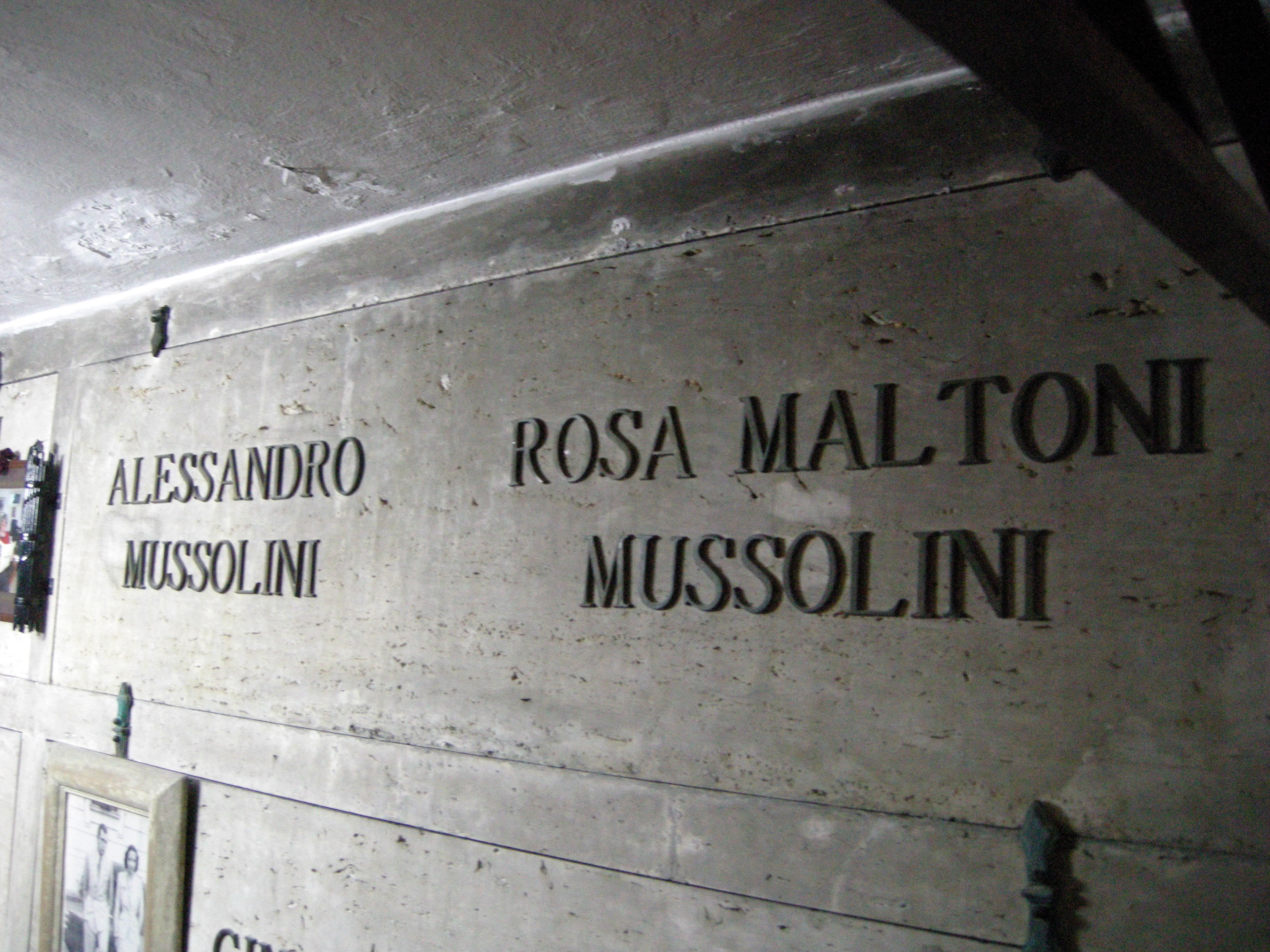
Tomba di Alessandro e Rosa Maltoni Mussolini
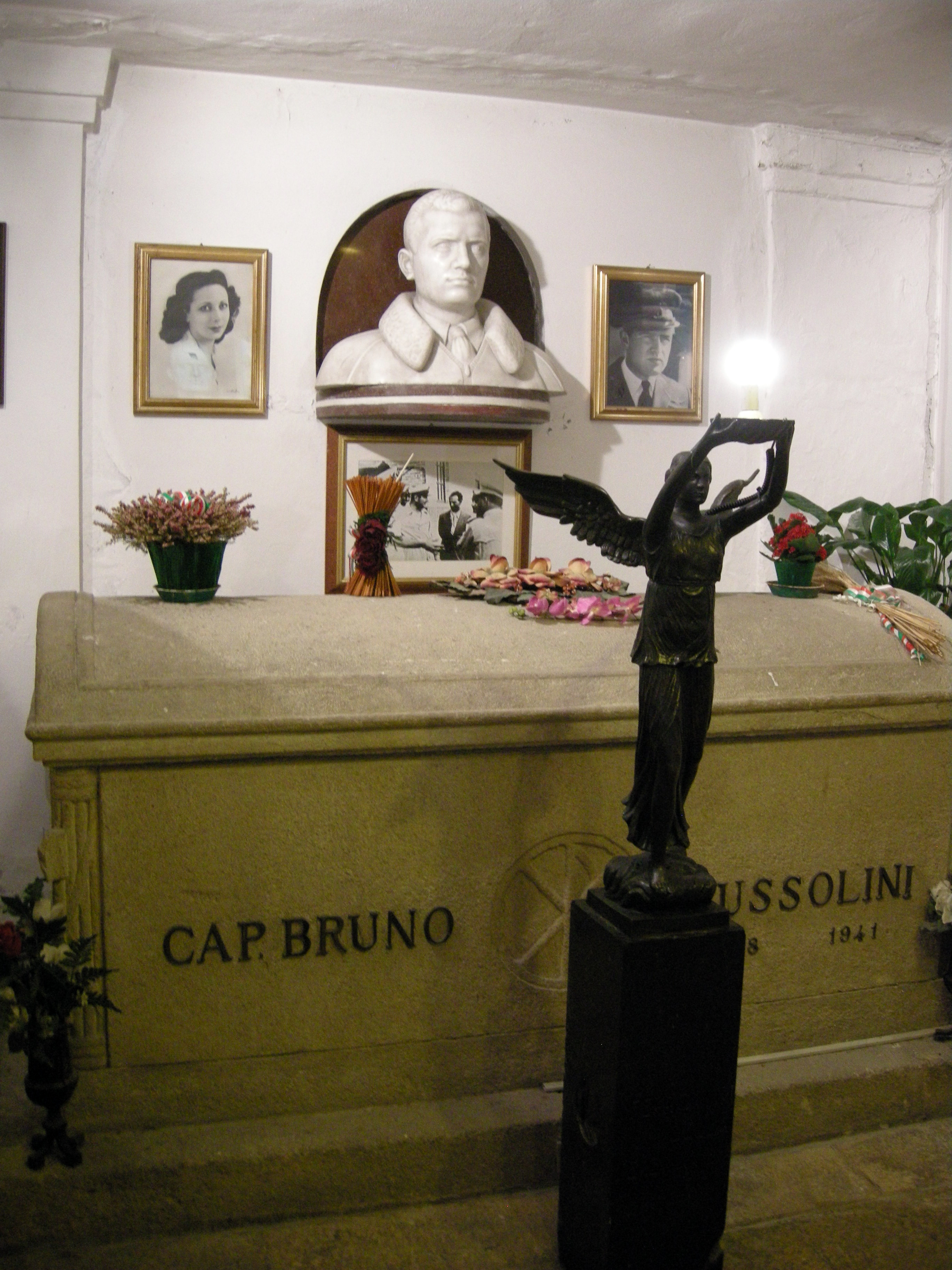
Tomba di Bruno Mussolini
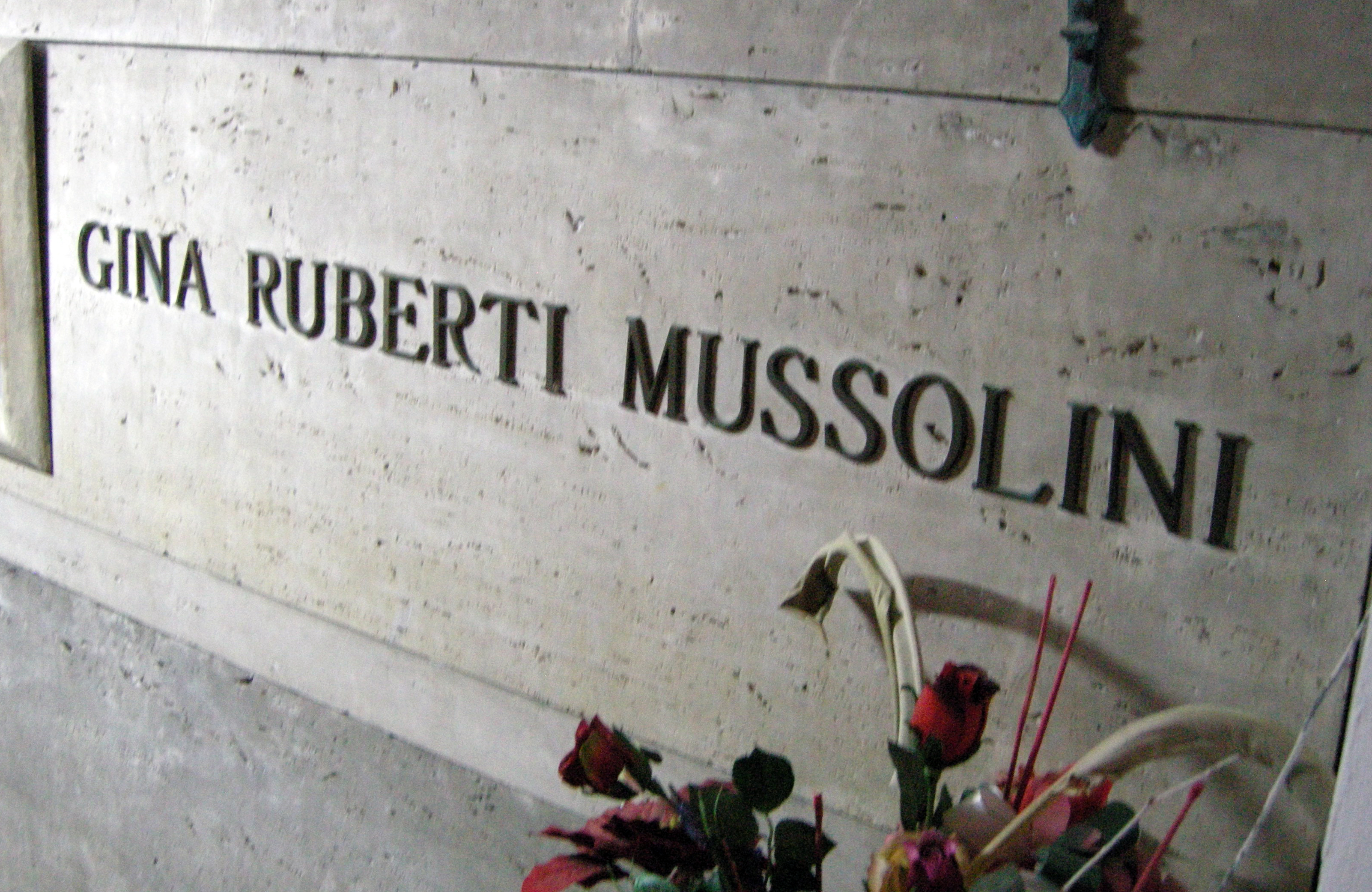
Tomba di Gina Ruberti Mussolini
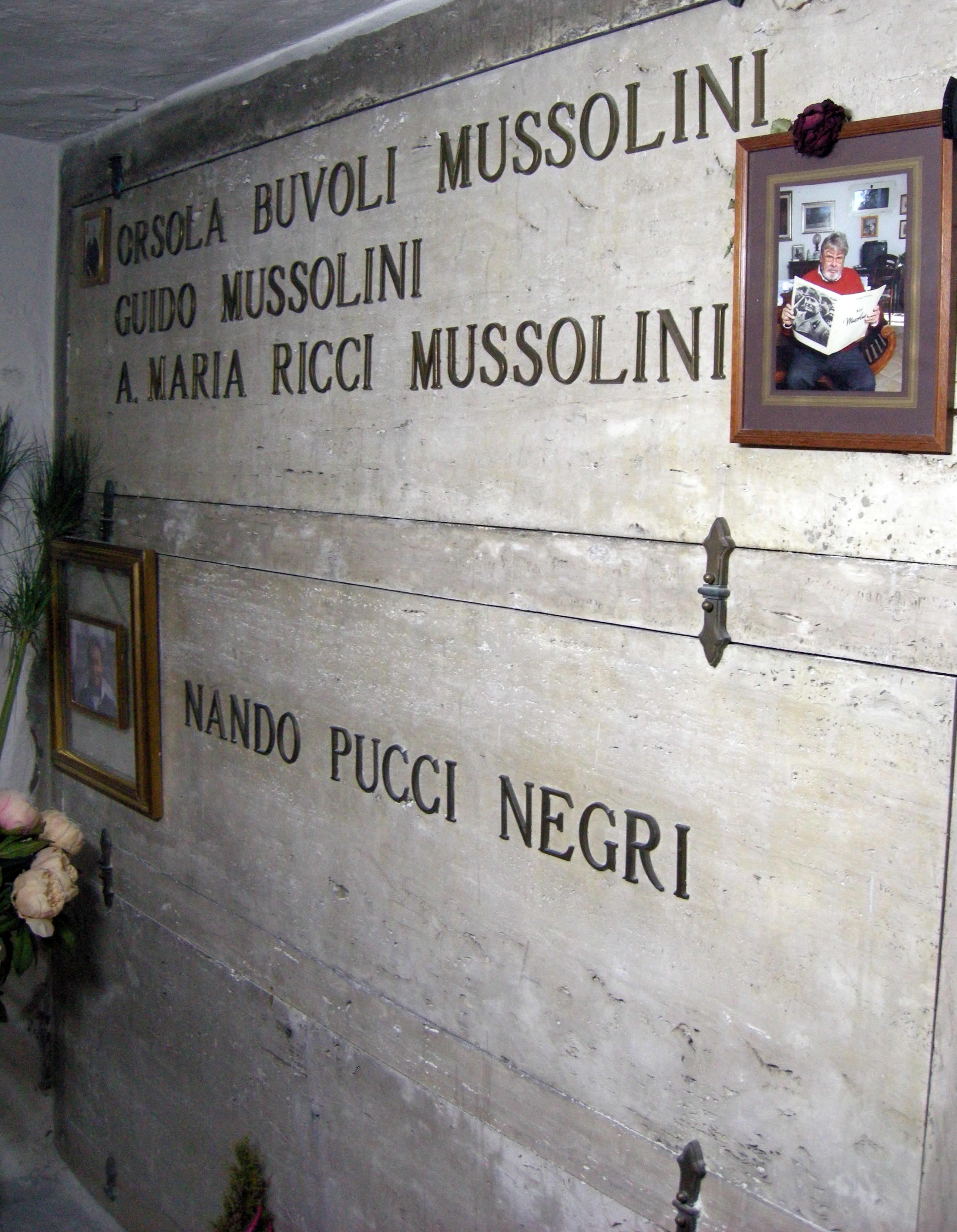
Tombe di Orsola Buvoli, Guido, Anna Maria Ricci Mussolini e Nando Pucci Negri
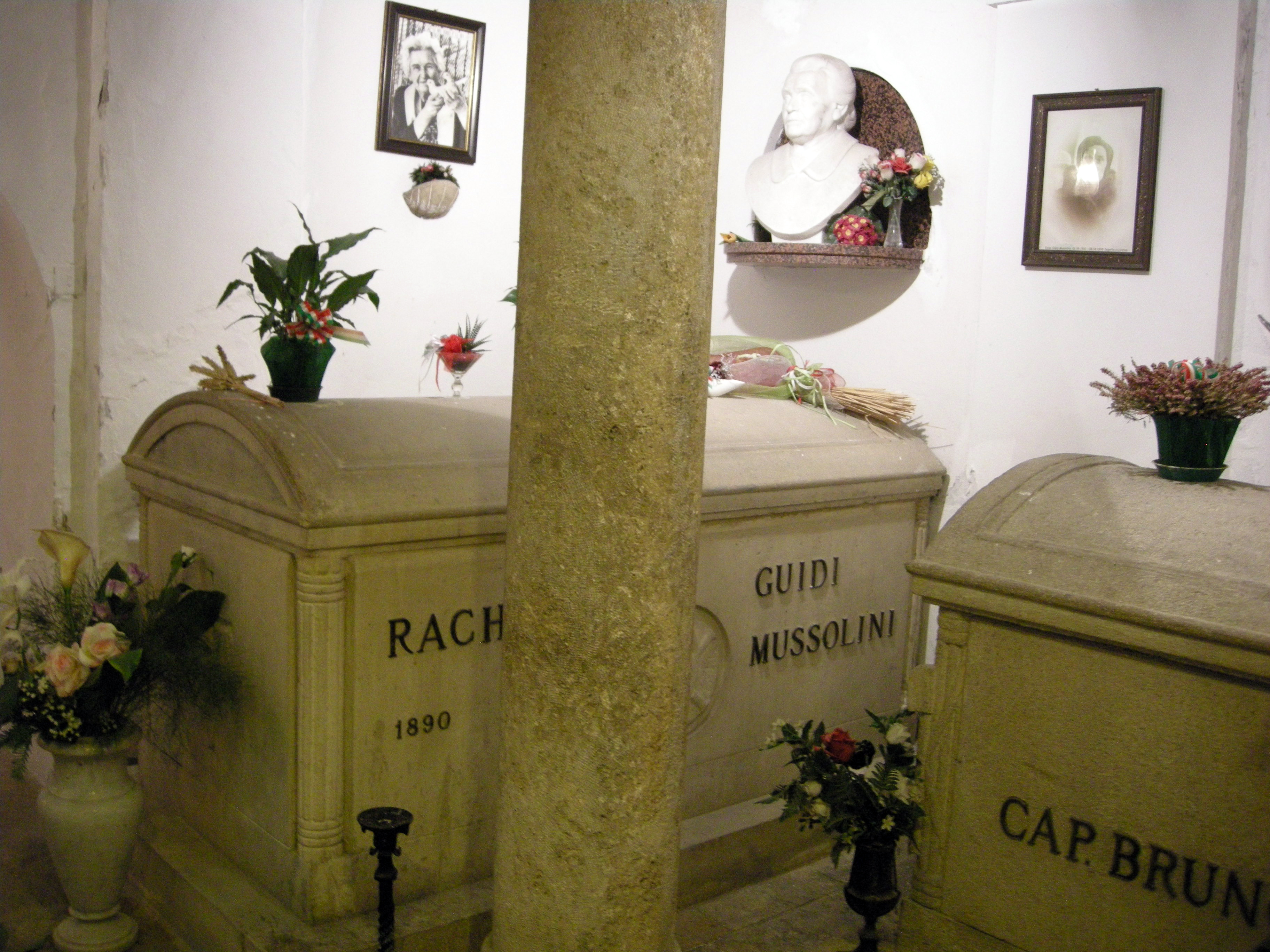
Tomba di Rachele Guidi Mussolini
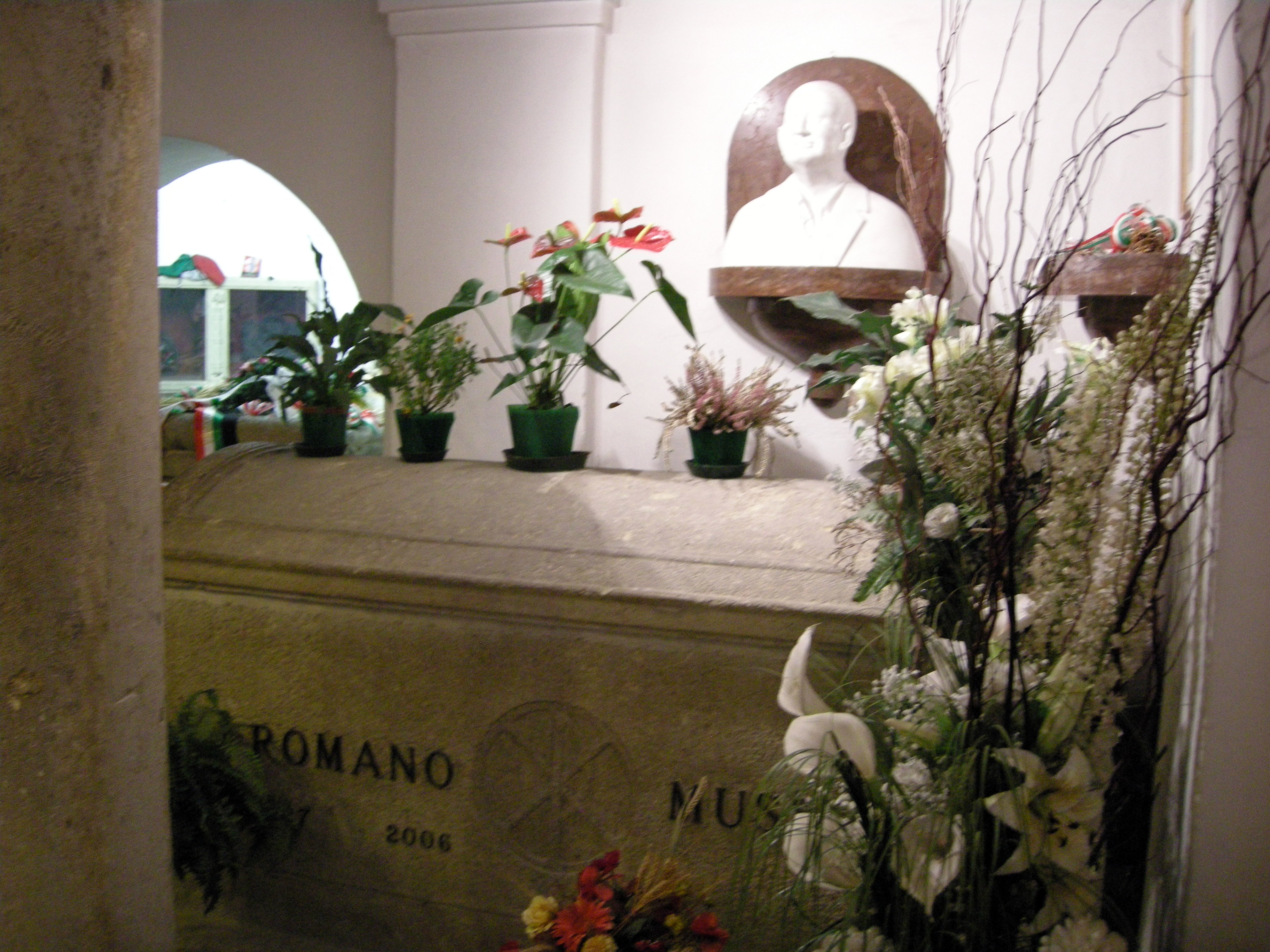
Tomba di Romano Mussolini
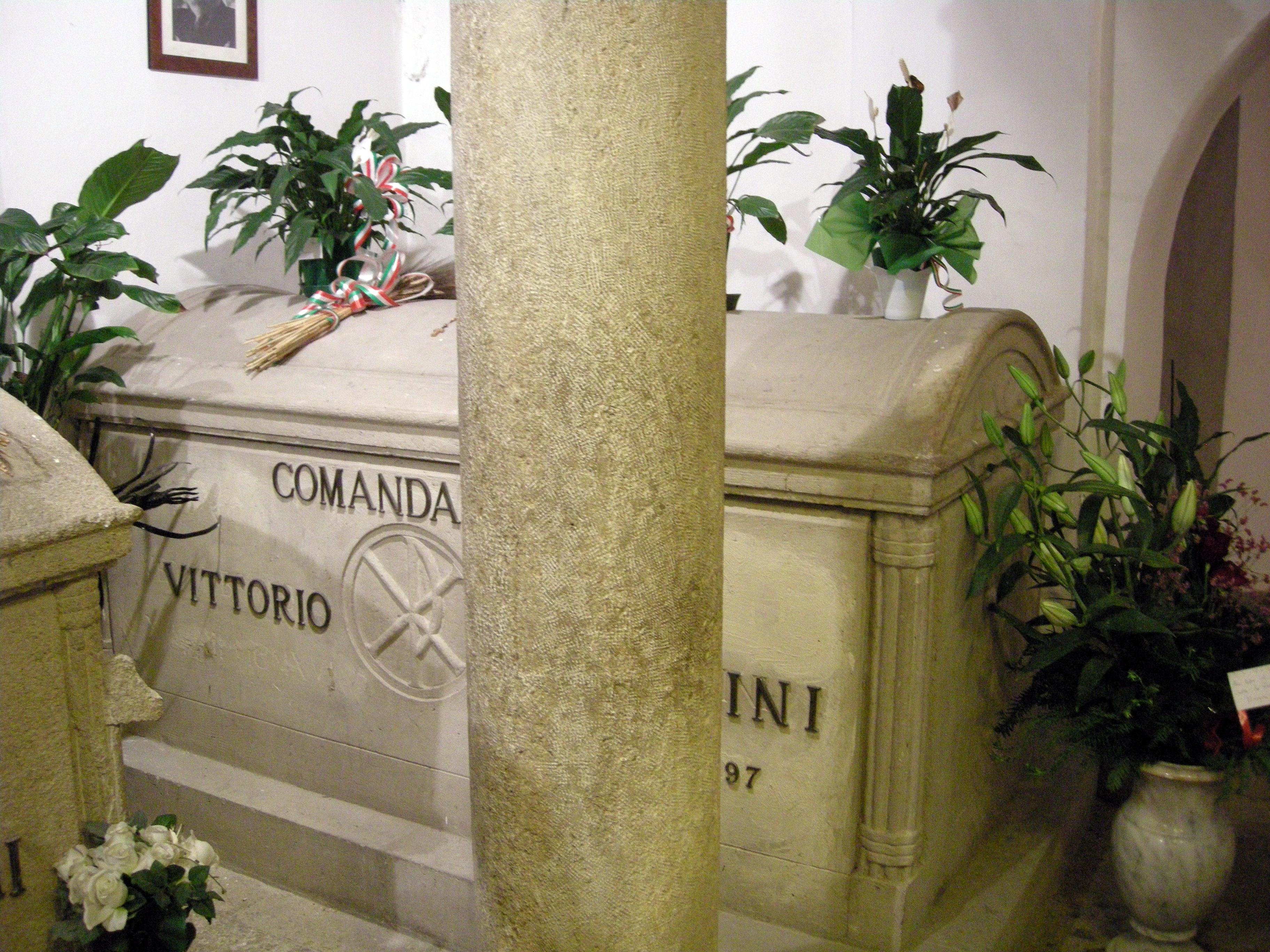
Tomba di Vittorio Mussolini
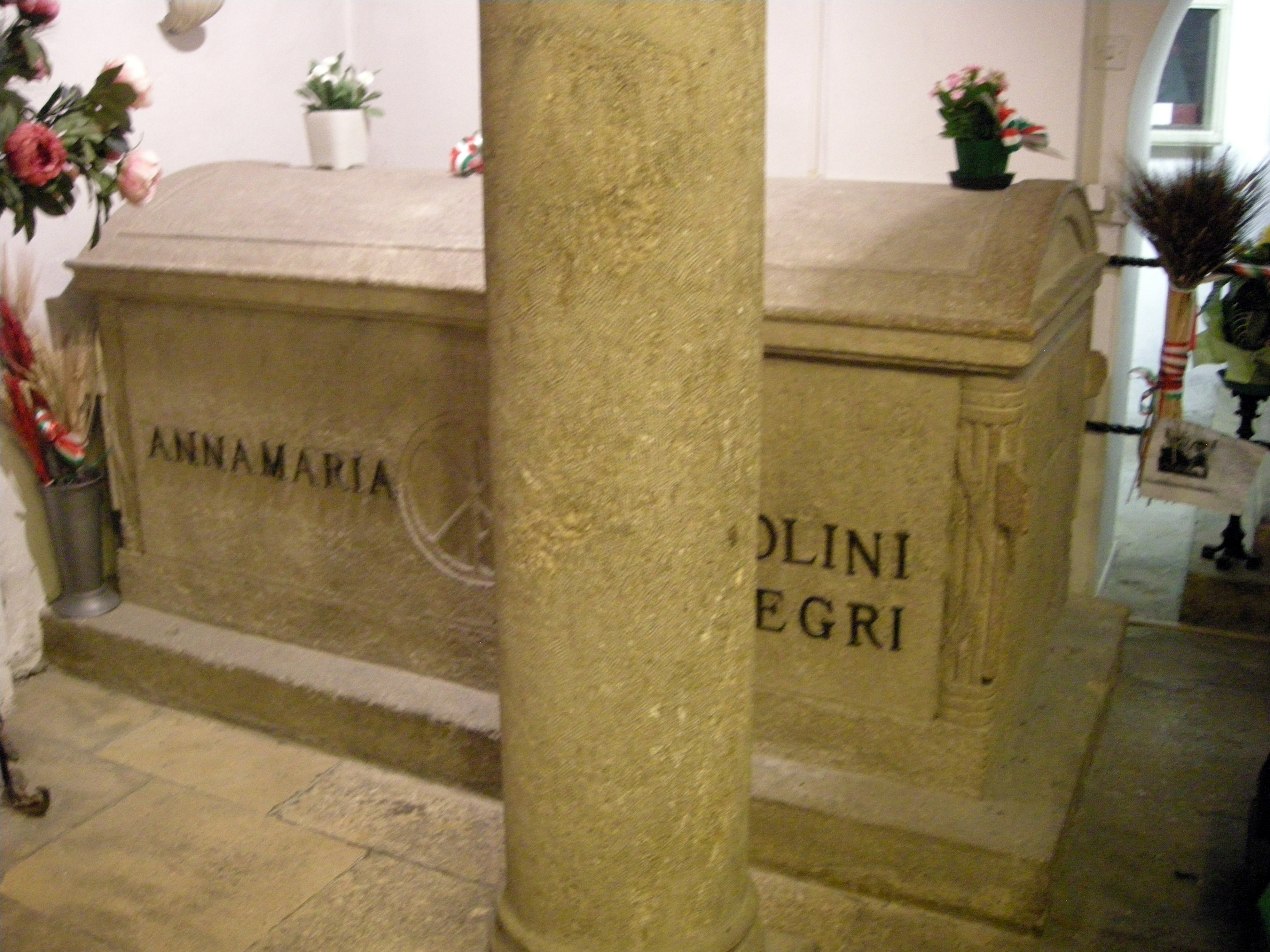
Tomba di Anna Maria Mussolini Negri